# 징병검사
징병검사(徵兵檢査)는 징병제를 실시하고 있는 나라에 살고 있는 모든 국민(주로 성인 남성)들이 군대에 복무하기 전에 군 복무에 적합인지 부적합인지를 선별받는 절차이다. 징병제를 실시하고 있는 나라들은, 국민들이 징집병으로서 군대에 입대하기를 바라기 때문에, 징집 대상자의 병역판정검사는 대상자가 질병의 명확한 증거를 제시하지 않는다면 아무 문제없이 건강한 것으로 간주한다.

## 대한민국의 징병검사
대한민국의 징병검사는 병역판정검사라는 이름으로 시행되고 있다. 병역판정검사라는 명칭은 2016년 5월 29일에 개정된 병역법이 같은해 11월 30일에 시행되면서 사용되고 있는 명칭으로 대한민국에서 시행되는 징병검사의 법률상 명칭이다. 병역법이 개정되기 이전에는 법률상으로도 징병검사로 불리었다.

## 일본의 징병검사

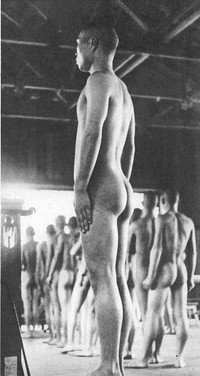
일본의 징병 검사 사진(내각정보국 "사진주보"1941년)

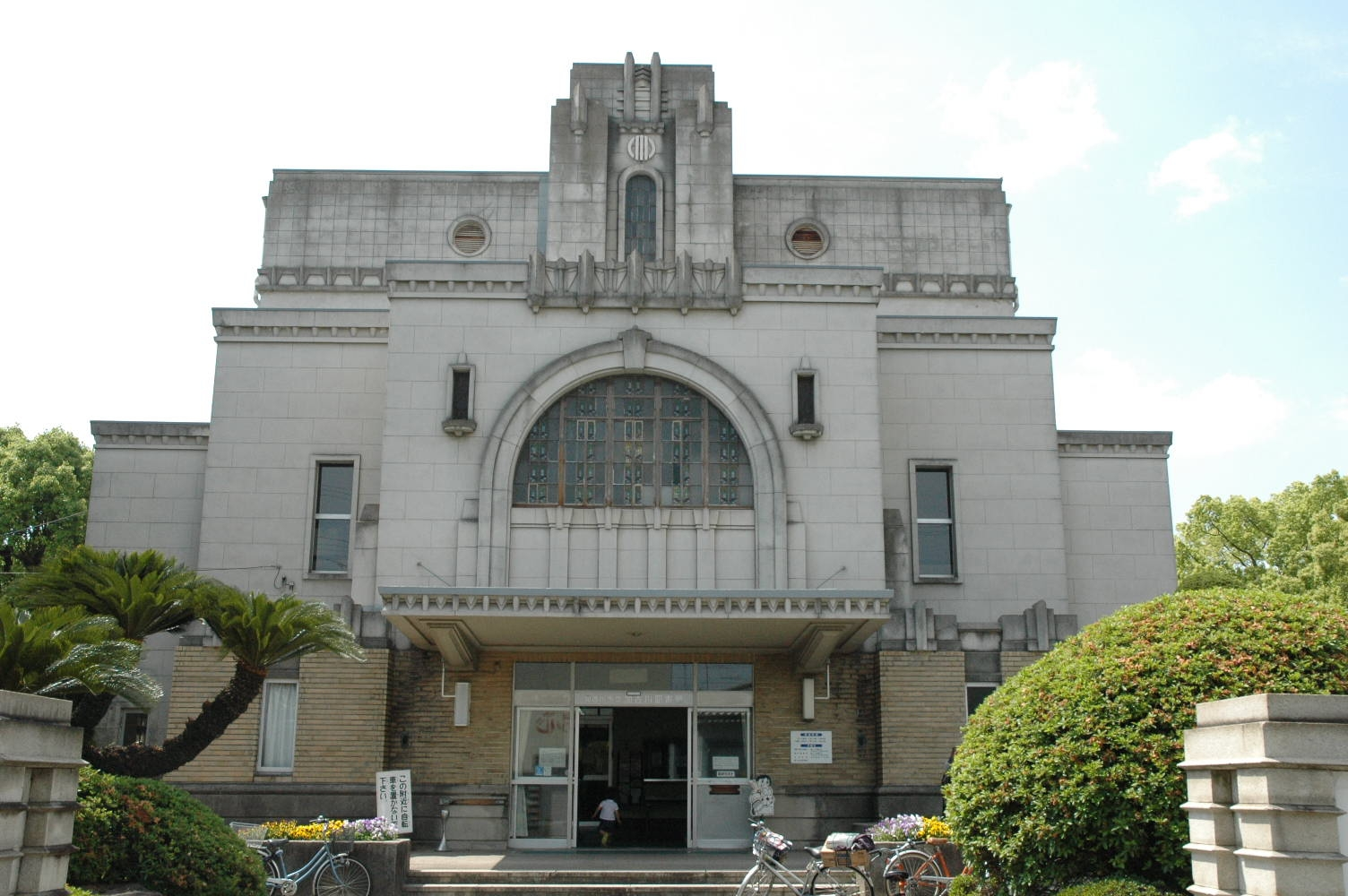
미시마가 징병 검사를 받은 곳으로 현존하는 가코가와초 공회당(현·가코가와 시립 가코가와 도서관)

일본은 1945년 제2차 세계대전(태평양전쟁, 대동아전쟁) 패전에 의한 일본군 해체에 의해 징병제가 폐지되었기 때문에 징병검사가 시행되고 있지 않다. 그 이전에 20세에 이른 남자는 누구라도 징병 검사를 받는 것을 의무화하였다. 4월 5월 경에 통지가 오고 지역의 집회소나 소학교에서 검사가 행하여졌다. 검사에 합격한 사람은 다음해의 1월 10일에 각 연대에 입영하는 것이 되었다. 한편 징병검사는 20세 이상은 의무이며, 17세에서 18세인 경우에는 지원에 의해 입영할 수 있었다.

### 내용
신장, 체중, 질병의 유무 등이 검사되었다. 합격하여 입영이 될 가능성이 높은 사람의 판정 구분을 "갑종"이라고 하지만, 갑종합격의 기준은 신장 152cm 이상·신체완건이었다. 일본에서 징병검사가 처음으로 시작된 초기의 메이지 시대에는 합격률이 상당히 낮았으며 10명 중 1명에서 2명이 합격하는 정도였다. 이후 태평양 전쟁 말기에서는 병역 자원이 부족하게 되어 신체상 지극히 결함이 많은 사람으로 여겨지는 병종까지 징병되는 것이 되었다. 합격 판정 기준은 아래표와 같다.
| 판정구분   | 기준                                                | 기준                                                | 기준                                                  | 병역구분                                |
| ---------- | --------------------------------------------------- | --------------------------------------------------- | ----------------------------------------------------- | --------------------------------------- |
| 갑종(甲種) | 신체완건-건강                                       | 신체완건-건강                                       | 신체완건-건강                                         | 현역에 적합                             |
| 을종(乙種) | 건(健)                                              | 제1                                                 | 을종에 있어도 현역을 지원한 사람 추첨에서 선발된 사람 | 현역에 적합                             |
| 을종(乙種) | 건(健)                                              | 제2                                                 | 추첨에서 제외된 사람                                  | 현역에 적합                             |
| 병종(丙種) | 신체상 지극히 결함이 많은 사람                      | 신체상 지극히 결함이 많은 사람                      | 신체상 지극히 결함이 많은 사람                        | 현역에는 부적합하지만 국민병역에는 적합 |
| 정종(丁種) | 눈·입이 자유롭지 못한 사람, 정신에 장해를 가진 사람 | 눈·입이 자유롭지 못한 사람, 정신에 장해를 가진 사람 | 눈·입이 자유롭지 못한 사람, 정신에 장해를 가진 사람   | 병역에 적합하지 않음                    |
| 무종(戊種) | 병중 또는 병후 등                                   | 병중 또는 병후 등                                   | 병중 또는 병후 등                                     | 병역의 적부에 대해서 판정할 수 없음     |

## 같이 보기
- 신체검사